# Клецкая мечеть
Клецкая мечеть — ныне утраченая, располагавшаяся в городе Клецке по улице Заслонова 8 (бывший татарский заулок). Построена в 1881 году, сгорела в Великую Отечественную войну.

## История
В XIX веке уже существовала сформировавшаяся мусульманско-татарская община Северо-Западного края. Община прилагала большие усилия в деле строительства новых мечетей, так в середине XIX века появились мечети в Узде и Смиловичах.
В 1880 году площадь под строительство клецкой мечети пожертвовал Якуб Якубовский. Мечеть в городе Клецке была построена в 1881 году. Дерево для строительства подарили князья Радивиллы.
В 1883-1884 годах было получено разрешение на строительство приходов в Клецке и Копыле.
В 1886 году был основан приход.
Мечеть ремонтировалась в 1911, 1930-1931 годах.

## Архитектура
Основным материалом для возведения мечетей у литовских татар было дерево. Галина Мишкинене выделяет четыре архитектурных типа мечетей, различающихся по форме и структуре крыш. Клецкую мечеть она относит к мечетям в которых имеется «крыша четырёхскатная с гребнем».
З. Канапацкая пишет, что клецкая мечеть была построена местными мастерами, поэтому была типичным образцом приграничного деревянного зодчества.

Определенный тип мечетей сложился под влиянием архитектуры деревянных костелов, одной из главных архитектурных особенностей которых были фланкирующие фасад башни. Особенности архитектуры деревянного однобашенного костела наблюдались в Клецкой мечети 1881 г. постройки. Выделялся двухъярусный минарет с четырёхскатной шатровой крышей.— Неверова А.А. Маликов Е.Р.

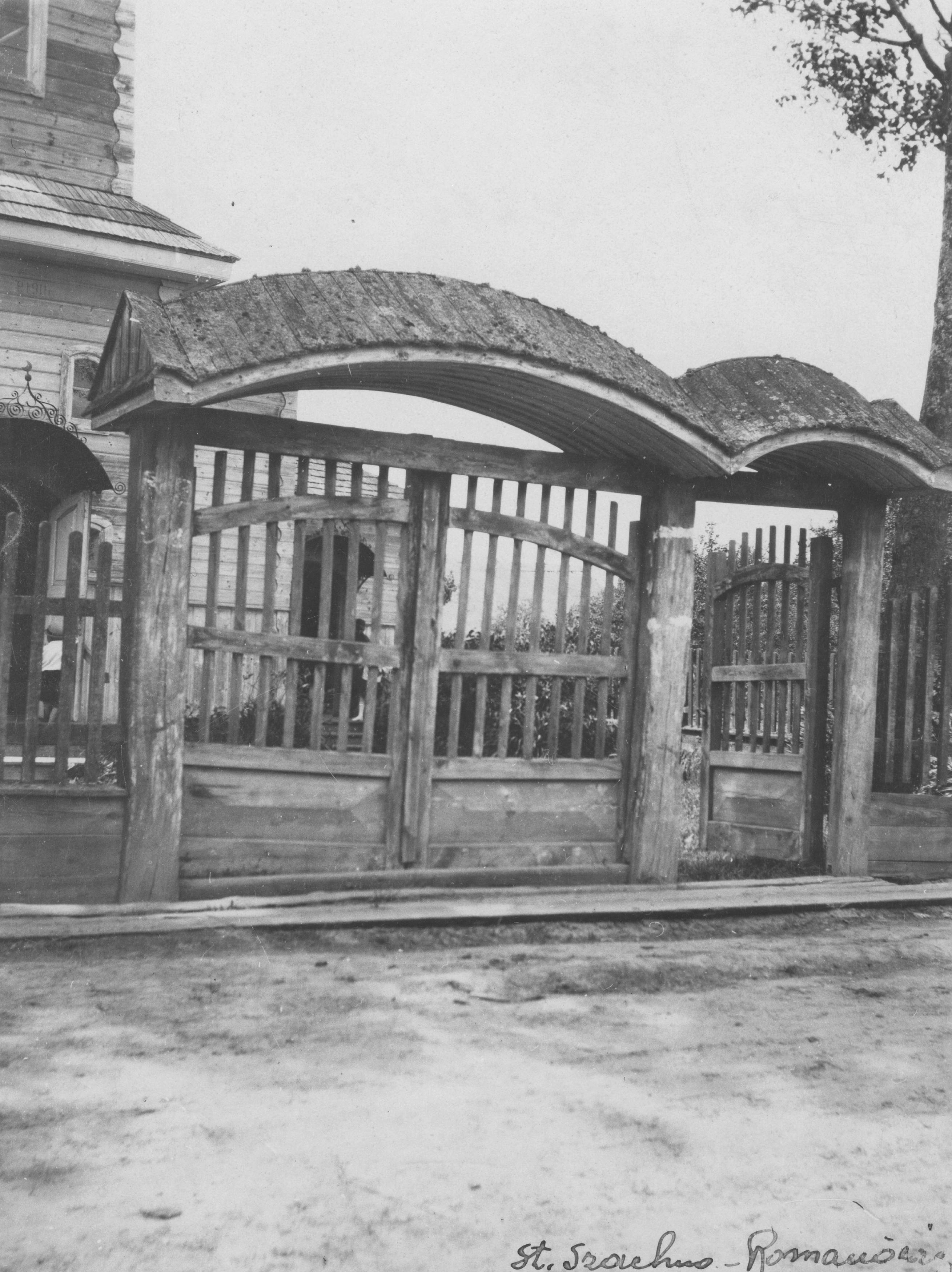
Ворота в мечеть
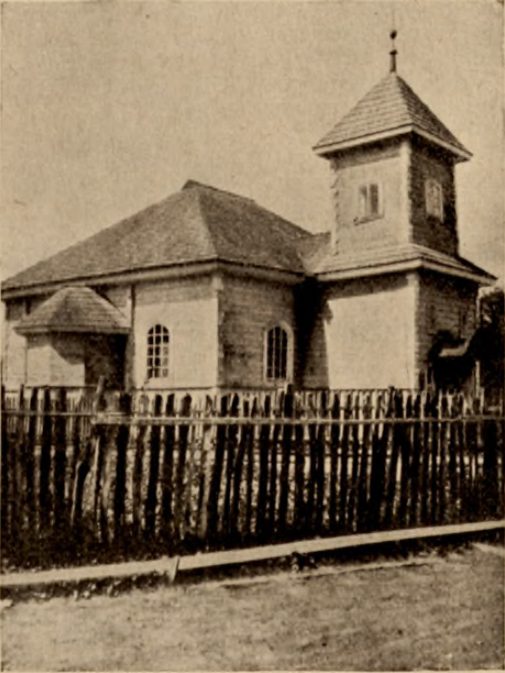
Мечеть 1901-1927
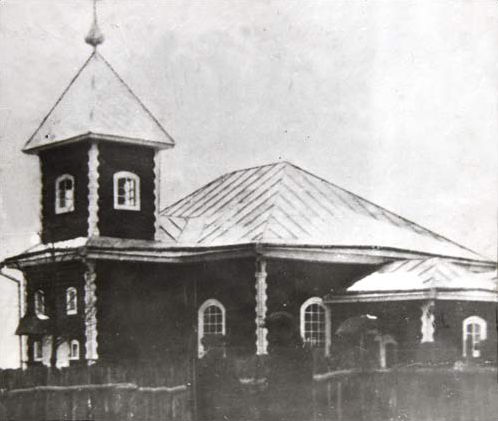
Мечеть 1928